# Ngô Văn Chính (An Giang)
Ngô Văn Chính (1905–1947), bí danh Tám Đồng, là nhà cách mạng Việt Nam, Bí thư Tỉnh ủy Vĩnh Long đầu tiên của Đảng Cộng sản Việt Nam.

## Cuộc đời
Ngô Văn Chính sinh năm 1905 ở xã Bình Đức, huyện Châu Thành, tỉnh Long Xuyên, nay là phường Bình Đức, thành phố Long Xuyên, tỉnh An Giang.
Năm 1929, ông gia nhập Chi bộ An Nam Cộng sản Đảng ở quận Lấp Vò do Nguyễn Văn Cưng làm Bí thư. Tháng 2 năm 1931, Ngô Văn Chính tham gia Đảng Cộng sản Đông Dương, tổ chức thành lập Tỉnh ủy Vĩnh Long do ông làm Bí thư, Nguyễn Văn Nhung (Tư Nhung) làm Phó Bí thư.
Được một tuần, do cơ sở Đảng nhiều nơi bị thực dân Pháp phá hủy, Xứ ủy lâm thời Nam Kỳ điều động Ngô Văn Chính làm Ủy viên Xứ ủy lâm thời, hoạt động ở Sài Gòn, bàn giao vai trò Bí thư Tỉnh ủy cho ông Nguyễn Văn Nhung.
Ở Sài Gòn, ông bị bắt (có thể vào khoảng tháng 7 năm 1931), ông bị thực dân Pháp bắt giữ và giam vào Khám lớn Sài Gòn cùng một số đồng chí như Tổng bí thư Trần Phú, Ung Văn Khiêm, Nguyễn Văn Tây, Châu Văn Sanh, Nguyễn Văn Nhung,... Ông bị đày ra Côn Đảo 5 năm mới được thả về đất liền.
Năm 1936, ra tù, ông tiếp tục hoạt động ở tỉnh Long Xuyên. Năm 1945, ông được bầu vào Ban Thường vụ tỉnh Long Xuyên, phụ trách quân sự chỉ đạo khởi nghĩa ở hai huyện Thốt Nốt và Lấp Vò. Ngày 24 tháng 8, trong Tổng khởi nghĩa tháng Tám, ông cùng Nguyễn Văn Kính chỉ huy lực lượng tấn công đồn lính ở bến phà Vàm Cống, buộc binh lính ở đây phải đầu hàng, góp phần giải phóng tỉnh.
Tháng 7 năm 1946, quân Pháp đánh Long Xuyên, ông cùng các cán bộ rút về rừng U Minh (Rạch Giá). Ít lâu sau, ông tham gia hành quân khôi phục tỉnh, bị thực dân Pháp bắt giữ cùng Nguyễn Văn Nhung và Đinh Trường Sanh. Đinh Trường Sanh bị Pháp xử tử tại Chợ Lớn, còn Ngô Văn Chính bị xử bắn ở thị trấn Lai Vung (Sa Đéc) vào ngày 10 tháng 1 năm 1947.